# Serie C2 1990/1991
Soutěžní ročník Serie C2 1990/91 byl 13. ročník čtvrté nejvyšší italské fotbalové ligy. Soutěž začala 16. září 1990 a skončila 30. června 1991. Účastnilo se jí celkem 72 týmů rozdělené do čtyř skupin po 18 klubech. Z každé skupiny postoupili první dva do třetí ligy. Do nižší ligy sestoupili kluby kteří skončili na 15 až 18 místě v tabulce. Kluby co skončili na 14 místě sehráli mezi sebou mini turnaj. V ní kluby které skončili na posledních dvou příčkách sestoupili.